# 王秉鐸
王 秉鐸（おう へいたく、1901年 – 没年不詳）は、満洲国の官僚。実兄は、同じく満洲国で官僚をつとめた王子衡。

## 事績
旅順師範学堂卒業後、兄・王子衡の資金援助を受けて日本に留学する。まず山形高等学校で学び、次いで1930年（民国19年/昭和5年）に京都帝国大学法科を卒業したとされる。
帰国後は満洲国で監察院審計官、奉天市公署総務科長、奉天省理事官、民政部理事官兼総務庁参事官、大同学院教官、民生部参事官、民生部大臣官房弁事、民生部社会司社会科長、民生部厚生司長兼大同学院教官を歴任する。1941年（康徳8年）6月、総務庁統計処長に任命され、1944年（康徳11年）12月16日、北安省長に抜擢された。なお、最後の北安省長となっている。
満洲国崩壊後、王秉鐸は兄の王子衡と同様にソ連軍に逮捕され、シベリアで拘留された。1950年8月、中華人民共和国に送還され、撫順戦犯管理所で収監された。
王秉鐸の没年は不詳だが、兄の王子衡が釈放される以前に撫順戦犯管理所で死去している。

## 注
1. 1 2  帝国秘密探偵社編(1943)、「満洲」68頁。
2. 1 2 3  満蒙資料協会(1943)、1166頁。
3. 1 2 3  『旅順口区志』編纂委員会(1999)、843頁。
4. ↑  山形高等学校四十年記念会(1960)、13･141頁。
5. ↑  『旅順口区志』編纂委員会(1999)は東北帝国大学卒としているが、帝国秘密探偵社編(1943)及び満蒙資料協会(1943)に従う。
6. ↑  「人事異動」『同盟時事月報』8巻12号通号223号、昭和19年12月号（昭和20年1月14日発行）、同盟通信社、72-73頁。